# Пођи (Арецо)
Пођи је насеље у Италији у округу Арецо, региону Тоскана.
Према процени из 2011. у насељу је живело 248 становника. Насеље се налази на надморској висини од 222 м.